# Apristurus ampliceps
Apristurus ampliceps, là một loài cá thuộc họ Scyliorhinidae. Nó được tìm thấy ở Úc và New Zealand. Môi trường sống tự nhiên của chúng là các vùng biển mở.